# Kleinstaaterei

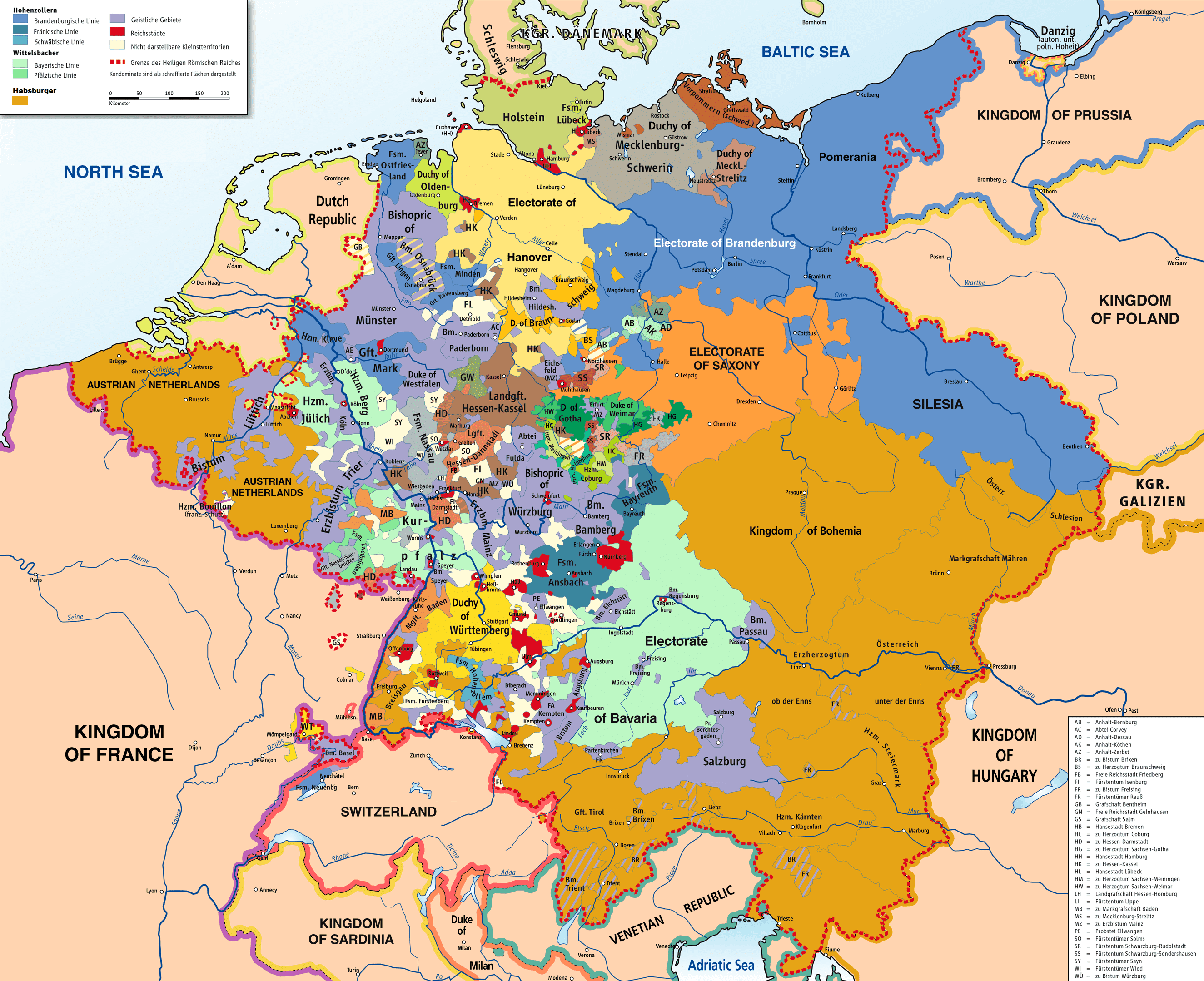
Mapa del Imperio Romano Germánico en 1789

Kleinstaaterei es una palabra alemana compuesta a partir del adjetivo klein, «pequeño», el sustantivo Staat, «Estado», y el sufijo -erei, equivalente a «-ería» en español, que hace referencia a pluralidad y tiene una connotación despectiva. Este término se utiliza principalmente para referirse a la fragmentación territorial en Alemania y en las regiones vecinas durante el Sacro Imperio Romano Germánico (especialmente después del final de la Guerra de los Treinta Años) y durante la Confederación Germánica en la primera mitad del siglo XIX. Se refiere a la gran cantidad de territorios prácticamente soberanos y de pequeños principados seculares y eclesiásticos y las ciudades imperiales libres, algunas de los cuales eran poco más grande que una ciudad o los jardines del monasterio de la abadía imperial. Las estimaciones del número total de estados alemanes en un momento dado durante el siglo XVIII varían, van desde 294 hasta 348, o más.
El efecto Kleinstaaterei se ve agravado por el hecho de que, entre los muchos estados alemanes, varios estaban en realidad compuestos por dos o más partes no contiguas, a menudo unidos a través de un matrimonio. La mayoría de los estados tienen por lo menos uno o dos enclaves o exclaves, y a veces mucho más. En el verano de 1789, el joven Wilhelm von Humboldt y algunos amigos, al salir de Brunswick, capital del ducado de Brunswick-Wolfenbüttel rumbo a Francia para observar los acontecimientos revolucionarios que se desarrollaban en París, tenían que entrar y salir de seis ducados, cuatro obispados y una ciudad libre imperial (Aquisgrán) antes de llegar a la frontera con Francia.

## Historia
Los poderosos y autónomos ducados de vástagos alemanes, que ya existían antes de la desaparición del Imperio carolingio y la formación de la Francia Oriental durante el siglo IX, configuraron el carácter federal del Sacro Imperio Romano Germánico. A diferencia de otros reinos europeos, un colegio de príncipes imperiales elegía al rey de entre los duques territoriales después de que la línea carolingia se extinguiera hacia el año 898. Este sistema impidió el desarrollo de una monarquía centralizada fuerte, ya que los gobernantes locales, que buscaban promover sus propios intereses y su autonomía, se rebelaban a menudo contra el gobernante soberano y los conflictos tenían que resolverse en el campo de batalla.

La interregna imperial entre 1245 y 1312 y entre 1378 y 1433 aumentó la inestabilidad política y reforzó los movimientos comunales, como la Liga de Ciudades de Suabia, la Liga Hanseática y la Confederación Suiza. Las disputas entre la nobleza territorial menor, que recibía su feudo de los príncipes territoriales, provocaron conflictos como la Guerra de los Condes de Turingia y una mayor fragmentación territorial. Las ciudades imperiales libres, muchas de ellas fundadas por los reyes y emperadores alemanes durante los siglos X al XIII, habían sido administradas inicialmente por la nobleza imperial (Vogte), vasallos directos del emperador. Estas ciudades fueron ganando independencia a medida que sus magistrados municipales patricios asumían el control total de la administración y la justicia.
La fragmentación política del Imperio fue la característica más destacada de la historia alemana a lo largo de los primeros años de la Edad Moderna; subyacía y condicionaba el desarrollo en todos los ámbitos de la vida pública.
Mientras que en otros reinos europeos, como el de Francia, surgieron estados nacionales coherentes como resultado de las ideas de concentración y centralización política de principios de la modernidad, la dinastía de los Habsburgo, que ya controlaba el Ducado de Austria, el Reino de Bohemia y el Reino de Hungría, gobernó el Sacro Imperio Romano Germánico desde 1438 y consiguió ocupar el trono imperial de forma permanente hasta 1806 (con una breve excepción entre 1742 y 1745). Sin embargo, los Habsburgo siguieron su política de Gran Estrategia, que se centraba en un reinado dinástico a largo plazo en el centro de un vasto reino multiétnico y de múltiples capas contra la Francia borbónica y el Imperio Otomano. Las tierras imperiales sirvieron más bien para mantener zonas de amortiguación que estaban en desacuerdo con cualquier concepto de patriotismo e identidad nacional.
En 1495, el emperador Maximiliano I intentó reformar el imperio. Se estableció un tribunal supremo imperial (Reichskammergericht), se recaudaron impuestos imperiales y se aumentó el poder de la Dieta Imperial (Reichstag). Sin embargo, las reformas se vieron frustradas por la continua fragmentación territorial del Imperio. La Reforma Protestante representó una gran amenaza para la integridad imperial. El emperador Carlos V declaró en 1546: "si no intervenimos ahora, todos los Estados de Alemania estarían en peligro de romper con la fe". Con el Intermedio de Augsburgo de 1548 intentó reconciliar el cisma religioso en Alemania, pero en su lugar sólo provocó un nuevo desafío protestante.
En el siglo XVII surgió el Reino de Prusia como segunda potencia dominante, que también incorporó importantes territorios no alemanes y tierras más allá de las fronteras del imperio, al tiempo que excluía importantes partes de Alemania propiamente dicha.
Aparte de estos dos estados, el Sacro Imperio Romano Germánico estaba formado por cientos de pequeños principados de habla alemana, la mayoría de ellos derivados de sucesivas escisiones dinásticas (fragmentación feudal), a veces reflejadas en nombres compuestos como Sajonia-Coburgo; algunos de ellos se unieron mediante matrimonios reales, aunque la entidad resultante a menudo no era un territorio contiguo. A principios de la Edad Moderna, estos pequeños estados modernizaron sus administraciones militares, judiciales y económicas. Éstas apenas existían a nivel imperial, y el emperador era poco más que una figura confederal feudalista, sin peso político ni militar. Después de la Reforma, los pequeños estados del Imperio se dividieron según criterios religiosos. Los dirigidos por dinastías católicas se enfrentaron a los gobernados por dinastías protestantes en la Guerra de los Treinta Años y otros conflictos.
Después de que el emperador francés Napoleón Bonaparte obligara al emperador del Sacro Imperio Romano Germánico, Francisco II, a disolverlo en 1806, la Kleinstaaterei fue modificada, pero no eliminada. Mediante la eliminación de los territorios gobernados por príncipes-obispos (secularización) y a través de la consolidación de los principados, enclaves y exclaves vecinos, Napoleón redujo varios centenares de estados a una relativa concentración de poco más de dos docenas de estados en la Confederación del Rin. Esta confederación no sobrevivió a la derrota militar de Napoleón a manos de los aliados, pero los anteriores principados no fueron restaurados del todo. Prusia y el Imperio austriaco -el estado sucesor de la monarquía de los Habsburgo- eran las únicas potencias alemanas importantes, y ninguna había formado parte de la Confederación del Rin. Los aliados vencedores, entre ellos Prusia y Austria, decidieron en el Congreso de Viena (1814-15) una amplia restauración dinástica, aunque se mantuvieron algunas de las consolidaciones de Napoleón, y Austria y Prusia se hicieron con algunos territorios antes independientes. La división territorial resultante dio lugar a una versión consolidada -unos 40 estados- de la Kleinstaaterei prenapoleónica.